# La Tragédie de Marsdon Manor
Pour le téléfilm, voir Tragédie à Marsdon Manor (téléfilm).
La Tragédie de Marsdon Manor (The Tragedy at Marsdon Manor), parfois titrée Tragédie à Marsdon Manor, est une nouvelle policière d'Agatha Christie mettant en scène le détective belge Hercule Poirot.
Initialement publiée le 18 avril 1923 dans la revue The Sketch au Royaume-Uni, cette nouvelle a été reprise en recueil en 1924 dans Poirot Investigates au Royaume-Uni. Elle a été publiée pour la première fois en France dans la revue Ric et Rac le 9 août 1939, puis dans le recueil Les Enquêtes d'Hercule Poirot en 1968.

## Résumé
Hercule Poirot est chargé par un de ses amis, directeur d'une compagnie d'assurances, d'enquêter sur la mort de M. Maltravers, décédé l'avant-veille et qui avait récemment contracté une police d'assurance décès d'un montant de 50 000 livres sterling. Hercule Poirot et son fidèle ami le capitaine Hastings se rendent donc dans la propriété du défunt, dans l'Essex, non loin de Londres, pour examiner les circonstances de ce décès apparemment dû à une hémorragie interne, mais dans lequel la compagnie d'assurances envisage la possibilité d'un suicide, en raison de rumeurs sur la situation pécuniaire du défunt, qui laisse une jeune et jolie veuve.
Poirot va enquêter, et va porter ses soupçons sur le capitaine Black, un marin venu d'Afrique orientale, et sur la veuve, trop joyeuse à ses yeux. Accident cérébral, suicide, ou... meurtre ?

## Personnages

### Les enquêteurs
- Hercule Poirot
- Le capitaine Hastings
- L'inspecteur Japp
- Alfred Wright, directeur de la compagnie « L'Union du Nord » (simplement cité)

### Les suspects
- M. Maltravers, le défunt
- Mme Maltravers, sa veuve
- Le docteur Bernard, médecin de Marsdon Leigh (village fictif de l'Essex)
- Le capitaine Black, établi en Afrique orientale, dont la famille était en relation avec M. Maltravers

## Publications
Avant la publication dans un recueil, la nouvelle avait fait l'objet de publications dans des revues, dans la série « The Grey Cells of M. Poirot I » :
- le 18 avril 1923, au Royaume-Uni, dans le no 1577 (vol. 122) de la revue The Sketch[1],[2] ;
- en juillet 1924, aux États-Unis, sous le titre « The Marsdon Manor Tragedy », dans le no 5 (vol. 38) de Blue Book Magazine[1] ;
- le 9 août 1939, en France, sous le titre « Le drame de Marsdon Manor », dans le no 544 de la revue Ric et Rac[3].

La nouvelle a ensuite fait partie de nombreux recueils :
- en 1924, au Royaume-Uni, dans Poirot Investigates[1],[4] (avec 10 autres nouvelles) ;
- en 1925, aux États-Unis, dans Poirot Investigates[1] (avec 13 autres nouvelles, soit 3 supplémentaires par rapport au recueil britannique) ;
- en 1968, en France, dans Les Enquêtes d'Hercule Poirot[3] (recueil ne reprenant que 9 des 11 nouvelles du recueil britannique)
(rééditée en 1990 dans le cadre de la coll.« Les Intégrales du Masque » sous le titre « Tragédie à Marsdon Manor »).

## Adaptation
- 1991 : Tragédie à Marsdon Manor (The Tragedy at Marsdon Manor), téléfilm britannique de la série télévisée Hercule Poirot (25e épisode, 3.06), avec David Suchet dans le rôle principal.